# Mirbelia confertiflora
Mirbelia confertiflora es una especie de planta floral del género Mirbelia, familia Fabaceae, orden Fabales.

## Distribución
Se distribuye por Queensland y Nueva Gales del Sur, Australia.

## Taxonomía
Fue descrita por Pedley y publicada en Austrobaileya 1: 36 (1977).